# Jóachaz (judský král)
Jóachaz (hebrejsky: יְהוֹאָחָז‎, Jeho'achaz), v českých překladech Bible přepisováno též jako Joachaz či Jehoachaz, byl z Davidovské dynastie v pořadí šestnáctý král samostatného Judského království. Jeho jméno se vykládá jako „Hospodin podržel“. Tímto jménem byl též nazýván Jóachazův prapředek, král Achazjáš. Dle názoru moderních historiků a archeologů král Jóachaz vládl v roce 609 př. n. l. Podle kroniky Davida Ganse by však jeho kralování mělo spadat do roku 3316 od stvoření světa neboli do rozmezí let 446–445 před naším letopočtem. Podle údajů v Tanachu kraloval v Jeruzalémě pouhé 3 měsíce.
Jóachaz byl synem krále Jóšijáše a jeho ženy Chamútaly, jež byla dcerou Jirmejáše z Libny. Na judský trůn usedl ve svých 23 letech, ale nijak nenavázal na vladařské úspěchy svého otce. Po 3 měsících kralování ho totiž egyptský panovník Neko II. zbavil královského úřadu a odvlekl jej do Egypta jako zajatce. O jeho neblahém osudu se zmiňuje prorok Jeremjáš a ve své knize jej nazývá jménem Šalúm (hebrejsky: שַׁלֻּם‎, Šalum, doslova „Nahrazený“), neboť místo něj faraon Neko dosadil na judský trůn jeho staršího bratra Eljakíma.